# Tătărăni (Dănești), Vaslui
Tătărăni este un sat în comuna Dănești din județul Vaslui, Moldova, România.
 Acest articol despre o localitate din județul Vaslui este deocamdată un ciot. Puteți ajuta Wikipedia prin completarea lui.